# Hypoponera stoica
Hypoponera stoica es una especie de hormiga del género Hypoponera, subfamilia Ponerinae. 

## Distribución
Esta especie se encuentra en Uruguay.